# René Englebert
René Englebert – belgijski strzelec, medalista olimpijski, trzykrotny mistrz świata.
Brał udział w Letnich Igrzyskach Olimpijskich 1908. Startował w indywidualnej konkurencji pistoletu dowolnego (50 jardów) i w drużynowej konkurencji pistoletu dowolnego (50 jardów). W konkurencji indywidualnej, zajął 15. miejsce, a w konkursie drużynowym drugie miejsce.
Englebert ma na swoim koncie trzy tytuły mistrza świata, wszystkie wywalczone w drużynowej konkurencji pistoletu dowolnego (50 m).

## Wyniki olimpijskie
| Igrzyska | Konkurencja                            | Wynik                                   | Miejsce    | Źródło |
| -------- | -------------------------------------- | --------------------------------------- | ---------- | ------ |
| IO 1908  | Pistolet dowolny, 50 jardów            | 441 punktów                             | 15 (na 43) | [ 2 ]  |
| IO 1908  | Pistolet dowolny, 50 jardów, drużynowo | 1863 punkty (431 punktów indywidualnie) | 2 (na 7)   | [ 3 ]  |

## Medale na mistrzostwach świata
Opracowano na podstawie materiału źródłowego:
| Mistrzostwa     | Konkurencja                       | Wynik        | Miejsce |
| --------------- | --------------------------------- | ------------ | ------- |
| Bruksela 1905   | Pistolet dowolny, 50 m, drużynowo | 2486 punktów | 1       |
| Mediolan 1906   | Pistolet dowolny, 50 m, drużynowo | 2425 punktów | 1       |
| Loosduinen 1910 | Pistolet dowolny, 50 m, drużynowo | 2480 punktów | 1       |